# Munții Guadalupe
Munții Guadalupe, conform originalului, Guadalupe Mountains, reprezintă un lanț montan, care se găsește în partea vestică a statului Texas și sud-estul statului New Mexico, în Statele Unite ale Americii. Lanțul montan cuprinde și cel mai înalt vârf montan de pe teritoriul statului Texas, Guadalupe Peak, 8.749 ft (2.667 m), respectiv vârful cel mai "celebru" din această regiune,  El Capitan, ambele localizate pe teritoriile a două parcuri naționale, Guadalupe Mountains National Park și Carlsbad Caverns National Park.
Lanțul se găsește la sud-est de Sacramento Mountains și la est de Brokeoff Mountains. Lanțul se extinde la nord-nord-vest și nord-est față de Guadalupe Peak atât în Texas cât și în New Mexico. Extensia nord-estică se termină la aproximativ 16 km (sau 10 mile) sud-vest de Carlsbad, lângă White's City și Carlsbad Caverns National Park. Extensia nord-vestică, mărginită de o denivelare semnificativă, cunoscută sub numel de "The Rim", se întinde mult pe teritoriul statului New Mexico, până în apropierea Munților Sacramento. Lanțul este mărginit la nord de canionul Four Mile Canyon, la este de valea râului Pecos, iar la vest de văile abrupte ale canioanelor Piñon Creek, Big Dog Canyon, Valley Canyon, Middle Dog Canyon și West Dog Canyon.
Cea mai mare parte a lanțului montan se găsește pe locul fostului văi submarine Capitán Reef. Pentru detalii despre geologia regiunii, vedeți articolul despre Bazinul Delaware. Întrucât lanțul este alcătuit aproape în întregime din diferite tipuri de roci din familia gresiei, zonele mai înalte au foarte puțină apă de suprafață. Singura apă curgătoare semnificativă se găsește în McKittrick Canyon, fiind cunoscută ca McKittrick Creek, care izvorăște la sud de granița cu statul New Mexico. Altitudinile de la baza lanțului variază între 4.000 picioare (1.200 m) deasupra nivelului mării, în partea vestică, până la 5.000 picioare (1.500 m) în partea estică. Mai multe vârfuri din partea sudică depășesc 8.000 picioare (2.400 m). Există mai multe zone de tipul suprafețelor alcaline pe partea vestică a parcului național care sunt de tip deșertic, în care vegetația de bază este asigurată de prezența plantelor din familia Larrea tridentata (cunoscute și ca tufișuri creozote), respectiv alte zone de altitudini joase, care sunt acoperite de ierburi și arbuști din familia ienupărului. Canioanele interioare, așa cum sunt McKittrick și Pine Springs din partea de sud-est a grupării montane, fiind mai bogate în apă, au vegetație mai bogată, cu arbori din genul Acer și Pinus. Zonele mai înalte, numite upland, situate la peste 7.000 ft (2.100 m) sunt acoperite cu păduri compacte de pin poderosa, în care se găsesc pâlcuri de stejar și mesteacăn.
Lanțul montan cuprinde multe peșteri de valoare mondială, incluzând Carlsbad Caverns (cel mai cunoscut complex de peșteri) și Lechuguilla Cave, descoperită în 1986. Istoria locuirii de către oameni a lanțului montan cuprinde oameni din culturile Pueblo și Mogollon, dar și membrii ai tribului Apache, respectiv diverși "haiduci" Anglo în secolul al 19-lea.

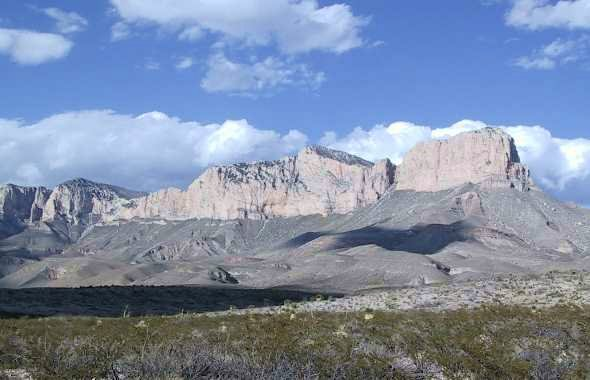
Guadalupe Mountains și El Capitan (2004)
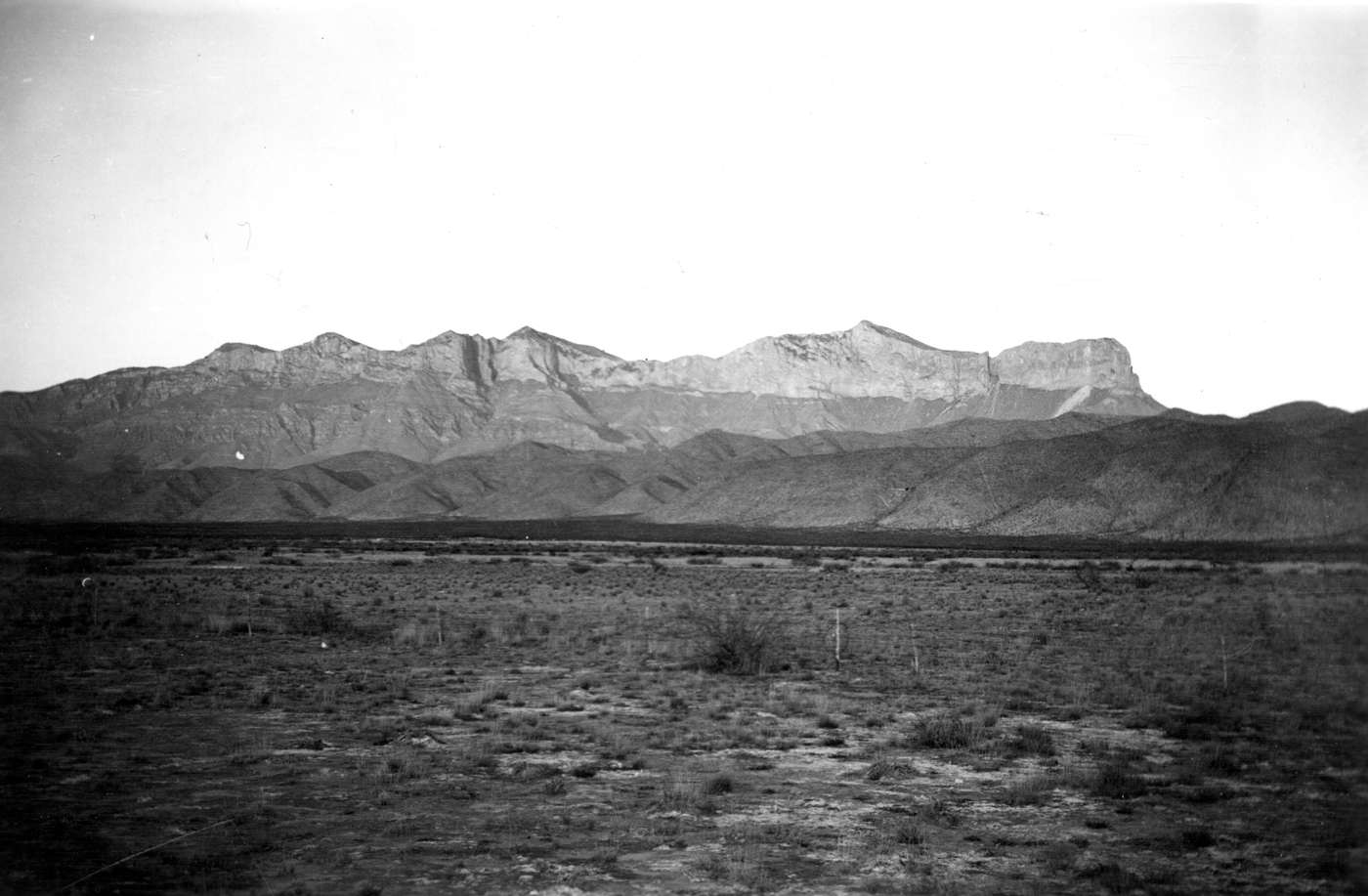
Vedere dinspre vest a Guadalupe Mountains (Lang, 1935)
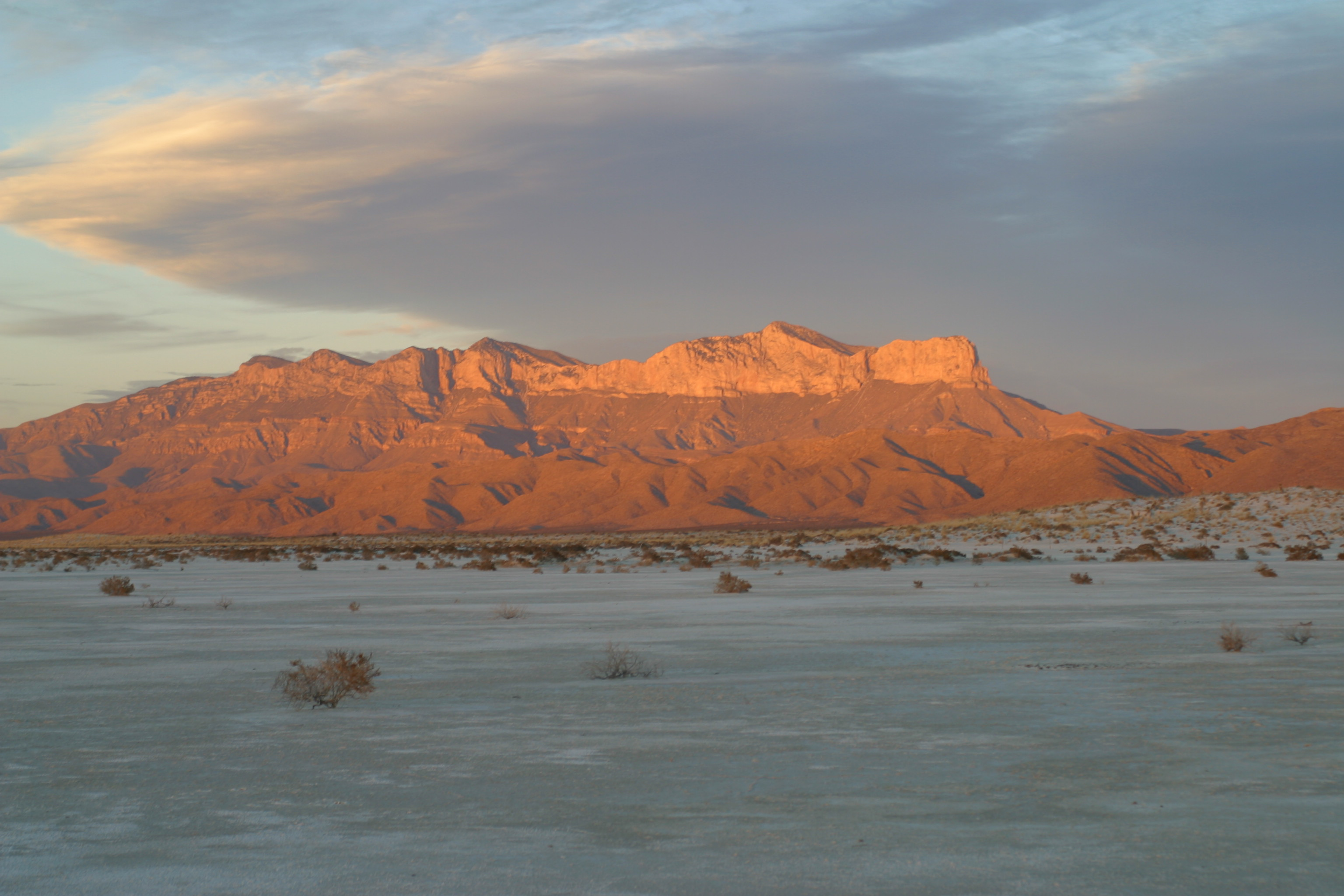
Fața vestică a Munților Guadalupe (Stout, 2006)

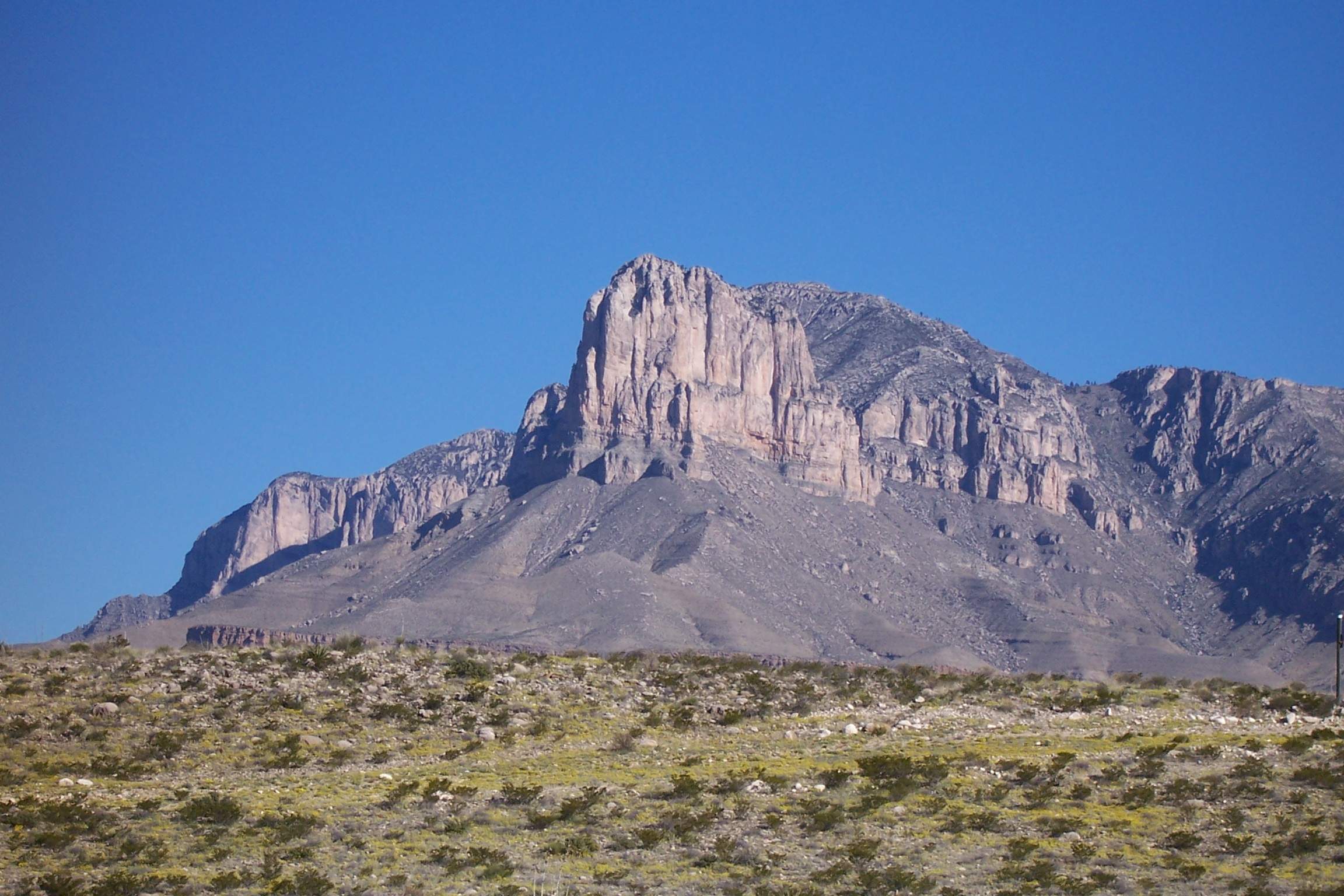
El Capitan, (2005)
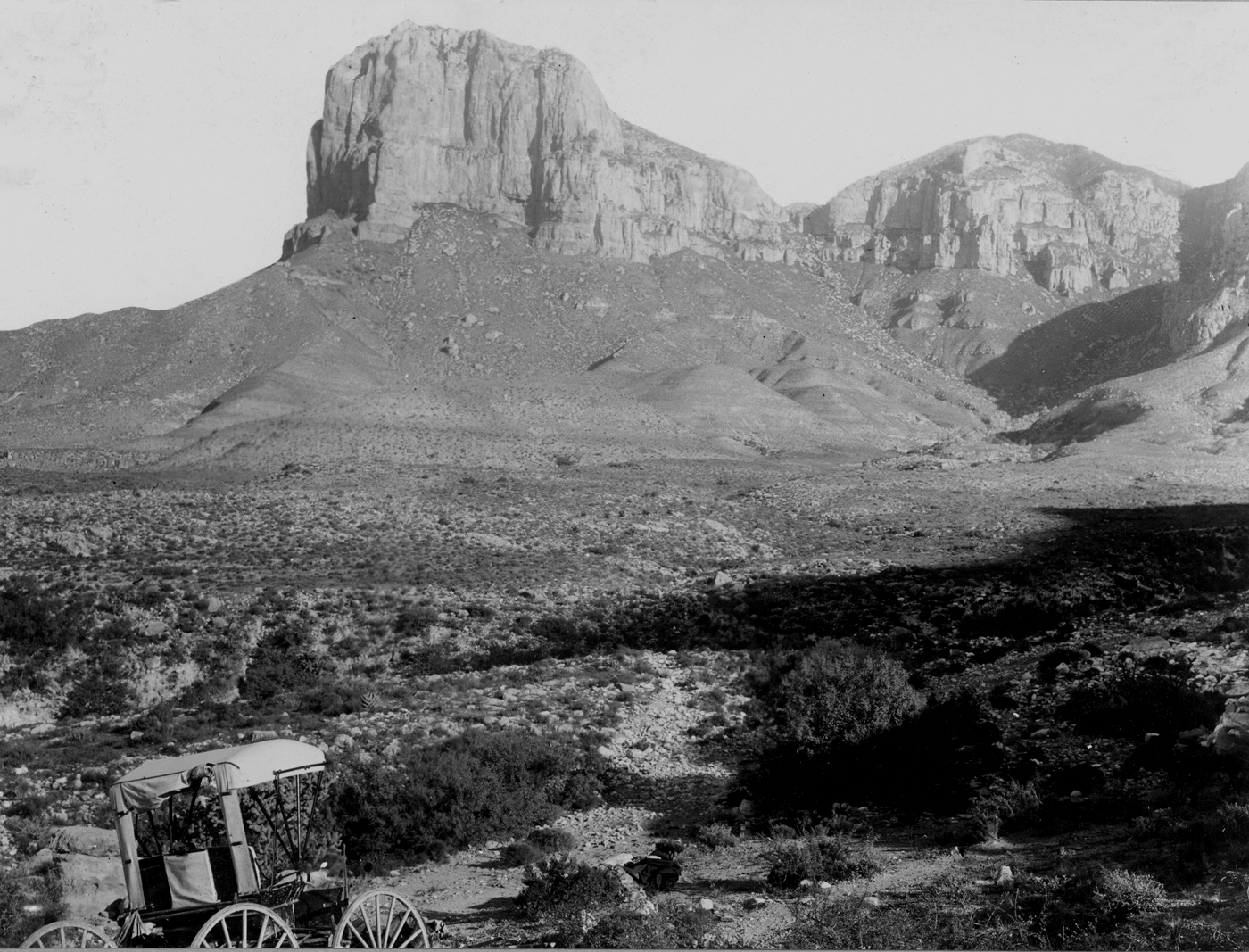
El Capitan (Hill, 1899)
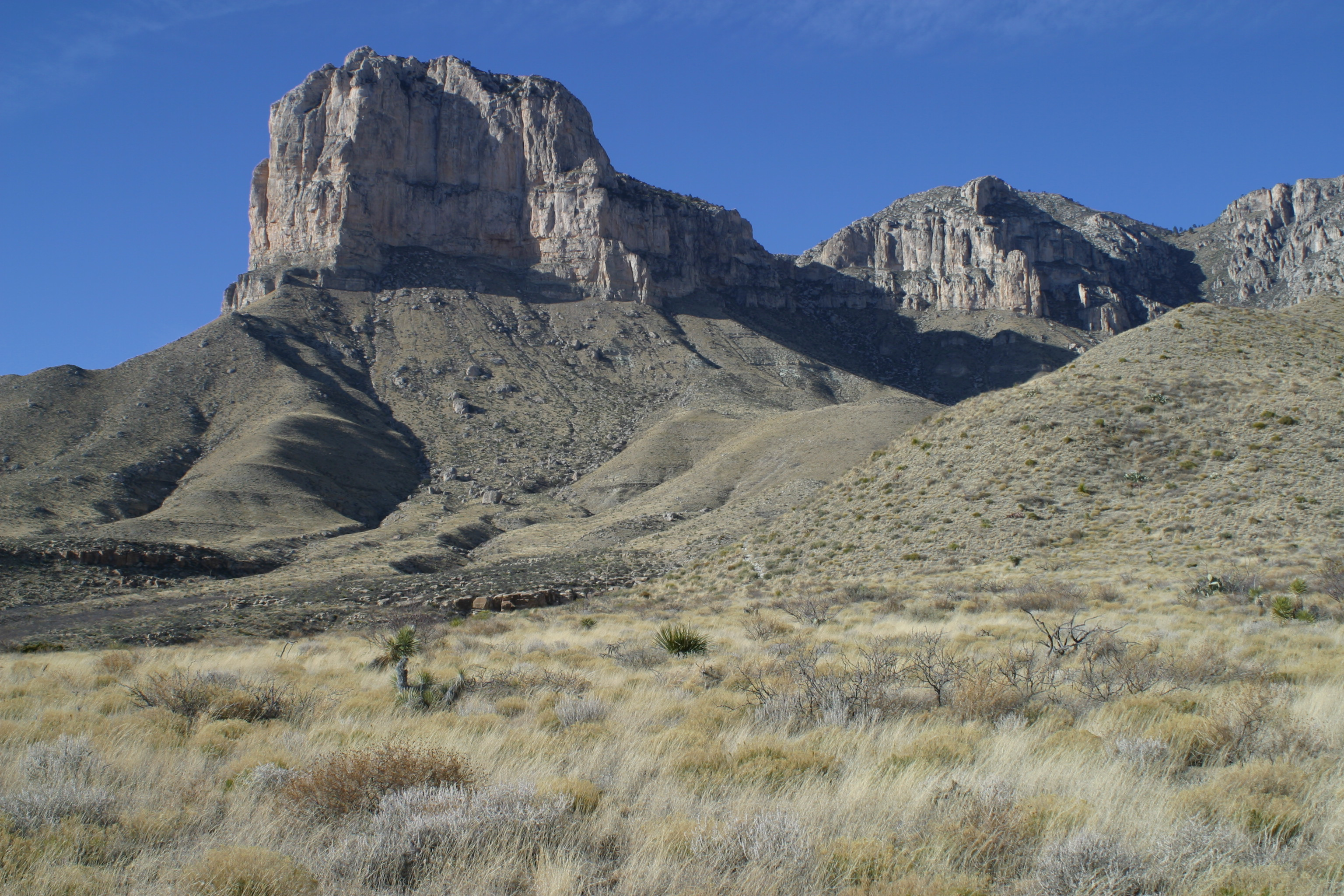
El Capitan (Stout, 2006)